# Gran rombidodecaedro
En geometría, el gran rombidodecaedro es un poliedro uniforme estrellado, indexado como U73. Tiene 42 caras (30 cuadrados, 12 decagramas), 120 aristas y 60 vértices. Su figura de vértice es un antiparalelogramo.

## Poliedros relacionados
Comparte su disposición de vértices con el gran dodecaedro truncado y con los compuestos uniformes de 6 o 12 prismas pentagonales. Además, comparte su disposición de aristas con el gran rombicosidodecaedro no convexo (con el que tiene las caras cuadradas en común) y con el gran dodecicosidodecaedro (con el que tiene las caras decagrámicas en común).
| Gran rombicosidodecaedro no convexo | Gran dodecicosidodecaedro              | Gran rombidodecaedro                   |
| Gran dodecaedro truncado            | Compuesto de seis prismas pentagonales | Compuesto de doce prismas pentagonales |

## Galería
| Rellenado tradicional | Rellenado módulo-2 |